# Il vicino
Il vicino (El Vecino) è una serie televisiva spagnola creata da Miguel Esteban e Raúl Navarro basata sulla serie a fumetti El Vecino di Santiago García e Pepo Pérez. La serie è interpretata da Quim Gutiérrez, Clara Lago, Adrián Pino e Catalina Sopelana. È stato presentato in anteprima su Netflix il 31 dicembre 2019. Nel febbraio 2020, la serie è stata rinnovata per una seconda e ultima stagione, che ha debuttato il 21 maggio 2021.

## Trama
Il vicino segue la storia di un uomo sfortunato, che un giorno ottiene inavvertitamente un potere misterioso. Con l'aiuto del suo amichevole vicino, inizia a padroneggiare le sue nuove capacità di combattere il male e, allo stesso tempo, nasconderle agli occhi del pubblico, compresa la sua sospettosa ex fidanzata.

## Episodi
| Stagione         | Episodi | Prima TV |
| ---------------- | ------- | -------- |
| Prima stagione   | 10      | 2019     |
| Seconda stagione | 8       | 2021     |

## Personaggi
- Javier interpretato da Quim Gutiérrez
- Lola interpretata da Clara Lago
- José Ramón interpretato da Adrián Pino
- Julia interpretata da Catalina Sopelana
- Alienígena interpretato da Jorge Sanz
- Rober interpretato da Sergio Momo
- Alicia interpretata da Paula Malia
- Camello interpretato da Denis Gómez
- Adolfo interpretato da Aníbal Gómez
- Marcelo interpretato da Nacho Marraco
- Marta interpretata da Aitziber Garmendia

## Produzione

### Sviluppo
Il 6 febbraio 2019 è stato annunciato che Netflix aveva dato alla produzione un ordine di serie per una prima stagione composta da dieci episodi. La serie è stata creata da Miguel Esteban e Raúl Navarro, che sono anche accreditati come produttori esecutivi. Altri produttori esecutivi sono Carlos de Pando e Sara Antuña. Le case di produzione coinvolte nella serie includono Zeta Audiovisual. La prima stagione è stata rilasciata il 31 dicembre 2019. Il 20 febbraio 2020, Netflix ha rinnovato la serie per una seconda e ultima stagione, che ha debuttato in tutto il mondo il 21 maggio 2021. Per la seconda stagione, la serie è stata diretta da Ernesto Sevilla, Raúl Navarro, Víctor García León e Mar Olid e scritta da Raúl Navarro, Miguel Esteban e Marc Crehuet. Inoltre, Josep Gatell e Teresa de Rosendo si uniscono come showrunner, con Eneko Gutiérrez accreditato come produttore esecutivo per la seconda stagione.

### Casting
Qualche tempo dopo che la serie è stata ordinata da Netflix, è stato confermato che Quim Gutiérrez, Clara Lago, Adrián Pino e Catalina Sopelana avrebbero recitato nella serie. Il 29 maggio 2020, è stato confermato che Fran Perea, Gracia Olayo, Javier Botet e Celia de Molina si sarebbero uniti al cast per la seconda stagione.

## Distribuzione
Il 15 novembre 2019, la serie ha tenuto la sua premiere ufficiale con la proiezione dei primi due episodi al Festival Internazionale del Cinema di Gijón a Gijón, in Spagna, Netflix ha rilasciato il trailer ufficiale della serie il 7 maggio 2021.